# Первенство РСФСР по лёгкой атлетике 1922
I Первенство РСФСР с участием представителей 16 городов и районов, а также легкоатлетов УССР проводилось в Москве с 3 по 10 сентября 1922 года на стадионе ОЛЛС. Участвовало около 200 человек, в том числе впервые 27 женщин, из Приволжского и Приуральского округов, Сибири, центра и севера России. Позднее соревнования стали называться 2 чемпионат СССР по лёгкой атлетике.

## Результаты

### Команды
1. Москва
2. Петроград
3. Украина и Урал

### Мужчины
| Вид                                    | Дата        | 1 место                                                            | Результат     | 2 место                            | Результат | 3 место                            | Результат |
| -------------------------------------- | ----------- | ------------------------------------------------------------------ | ------------- | ---------------------------------- | --------- | ---------------------------------- | --------- |
| Бег на 100 м                           |             | Василий Калина Спорт Киев                                          | 11,8          | Борис Фомилиант МКЛ Москва         | 12,0      | Иван Ордынский Пермь               | 12,2      |
| Бег на 200 м                           | 8 сентября  | Василий Калина Спорт Киев                                          | 24,0          | Антон Цейзик ОЛЛС Москва           | 24,7      | Борис Фомилиант МКЛ Москва         | 25,1      |
| Бег на 400 м                           | 5 сентября  | Антон Цейзик ОЛЛС Москва                                           | 54,9          | Николай Никитин ОЛЛС Москва        | 55,1      | Борис Громов МКЛ Москва            | 56,0      |
| Бег на 800 м                           | 7 сентября  | Лев Брандт ОЛЛС Москва                                             | 2.04,4        | Пётр Лебедев ОЛЛС Москва           | 2.04,8    | Борис Громов МКЛ Москва            | 2.08,3    |
| Бег на 1500 м                          | 4 сентября  | Лев Брандт ОЛЛС Москва                                             | 4.23,2        | Пётр Лебедев ОЛЛС Москва           | 4.23,8    | Николай Новиков ОЛЛС Москва        | 4.30,7    |
| Бег на 5000 м                          | 7 сентября  | Сергей Тютюнов СКЗ[уточнить] Москва                                | 16.37,0       | В. Пюльси ИВШ Петроград            | 16.41,6   | Пётр Николаев ОЛЛС Москва          | 17.14,4   |
| Бег на 10 000 м                        | 3 сентября  | Сергей Тютюнов СКЗ Москва                                          | 34.29,9       | В. Пюльси ИВШ Петроград            | 35.13,3   | Александр Лавров Нижний Новгород   | 35.22,1   |
| Часовой бег                            | 8 сентября  | Сергей Тютюнов СКЗ Москва                                          | 16 966,42 NR* | Пётр Николаев ОЛЛС Москва          | 16 490,62 | Александр Лавров Нижний Новгород   | 16 427,32 |
| Эстафета 4х100 м                       | 5 сентября  | ОЛЛС Антон Цейзик Николай Соколов Сергей Назаретов Павел Лауденбах | 47,1          | МКЛ                                | 48,1      | ИВШ                                | 49,8      |
| Эстафета 3х1000 м                      | 9 сентября  | ОЛЛС Николай Новиков Пётр Лебедев Лев Брандт                       | 8.19,2        | МКЛ                                | 8.59,3    | Нижний Новгород                    | 9.08,6    |
| Олимпийская эстафета (800+400+209+200) | 10 сентября | ОЛЛС Лев Брандт Антон Цейзик Николай Соколов Павел Лауденбах       | 3.55,5        | МКЛ                                | 3.56.8    | СКА                                | 4.14,1    |
| Бег на 110 м с барьерами               | 5 сентября  | Антон Цейзик ОЛЛС Москва                                           | 17,4          | Борис Фомилиант МКЛ Москва         | 18,4      | Павел Лауденбах ОЛЛС Москва        | 19,6      |
| Прыжки в высоту                        | 5 сентября  | Антон Цейзик ОЛЛС Москва                                           | 1,70          | Сергей Назаретов ОЛЛС Москва       | 1,65      | Сергей Кабалов СКА Москва          | 1,60      |
| Прыжки в высоту с/м                    | 7 сентября  | Василий Калина Спорт Киев                                          | 1,33          | Илья Пейсин ПКЛС Петроград         | 1,30      | Альфред Бирзин МКЛ Москва          | 1,30      |
| Прыжки с шестом                        | 6 сентября  | Александр Полле ОЛЛС Москва                                        | 3,30          | Владимир Добрынин МКЛ Москва       | 3,20      | Лев Брандт ОЛЛС Москва             | 3,10      |
| Прыжки в длину                         | 8 сентября  | Сергей Назаретов ОЛЛС Москва                                       | 6,14          | Гельмут Сареток МКЛ Москва         | 5,94      | Александр Полле ОЛЛС Москва        | 5,89      |
| Прыжки в длину с/м                     | 9 сентября  | Василий Калина Спорт Киев                                          | 2,96          | Евгений Стефанович Калуга          | 2,91      | Альфред Бирзин МКЛ Москва          | 2,88      |
| Тройной прыжок                         | 3 сентября  | Илья Пейсин ПКЛС Петроград                                         | 11,74         | Яков Родионов СКА Москва           | 11,47     | Н. Егоров Нижний Новгород          | 11,40     |
| Толкание ядра                          | 4 сентября  | Антон Цейзик ОЛЛС Москва                                           | 11,53         | Анатолий Решетников ПКЛС Петроград | 11,32     | Борис Ергин Унитас Петроград       | 10,84     |
| Метание диска                          | 7 сентября  | Антон Цейзик ОЛЛС Москва                                           | 36,34         | Вольдемар Озол Екатеринбург        | 36,08     | Иван Сергеев Саратов               | 34,83     |
| Метание молота                         | 5 сентября  | Ян Спарре МКС Москва                                               | 33,40         | Александр Чистяков МКЛ Москва      | 32,85     | Анатолий Решетников ПКЛС Петроград | 30,85     |
| Метание копья                          | 4 сентября  | Анатолий Решетников ПКЛС Петроград                                 | 52,47         | Александр Полле ОЛЛС Москва        | 47,68     | В. Страшнов Кострома               | 44,36     |

### Женщины
| Вид                 | Дата        | 1 место                                                          | Результат  | 2 место                           | Результат | 3 место                            | Результат |
| ------------------- | ----------- | ---------------------------------------------------------------- | ---------- | --------------------------------- | --------- | ---------------------------------- | --------- |
| Бег на 60 м         |             | Валентина Журавлева Екатеринбург                                 | 8,8 NR*    | А. Тупицына ГКЛС Петроград        | 9,0       | Е. Сяськина СКА Москва             | 9,1       |
| Бег на 100 м        |             | Валентина Журавлева Екатеринбург                                 | 13,9       | А. Тупицына ГКЛС Петроград        | 14,5      | Нина Гарькина Приволжье            | 14,8      |
| Бег на 400 м        | 7 сентября  | Валентина Постникова МВО Москва                                  | 1.10,4 NR* | Валентина Журавлева Екатеринбург  | 1.10,8    | Валентина Немтинова ПКЛС Петроград | 1.12,9    |
| Бег на 1000 м       |             | В. Мещерякова Вологда                                            | 3.44,3     | Н. Полюшина СКА Москва            | 3.46,4    | Валентина Велюжанина Пермь         | 3.59,4    |
| Бег на 1500 м       | 10 сентября | Валентина Постникова МВО Москва                                  | 5.56,8 NR* | Н. Полюшина СКА Москва            | 6,00,1    | В. Мещерякова Вологда              | 6,01,1    |
| Эстафета 4х100 м    |             | Петроград (Шевалдышева Н. Минина Валентина Немтинова А. Тупицына | 1.00,8 NR* | Екатеринбург                      | 1.01,1    | Москва                             | 1.01,7    |
| Прыжки в высоту     | 10 сентября | Валентина Квасникова Приволжье                                   | 1,30       | Валентина Журавлева Екатеринбург  | 1,30      | Г. Орлова Приволжье                | 1,25      |
| Прыжки в длину      | 3 сентября  | Валентина Журавлева Екатеринбург                                 | 4,66       | Валентина Квасникова Приволжье    | 4,44      | А. Тупицына ГКЛС Петроград         | 4,31      |
| Прыжки в длину с/м  |             | Анна Глаголева Калуга                                            | 2,27       | Валентина Постникова МВО Москва   | 2,18      | Нина Гарькина Приволжье            | 2,17      |
| Толкание ядра       | 8 сентября  | Валентина Журавлева Екатеринбург                                 | 7,32 NR*   | Екатерина Масленникова МКЛ Москва | 7,20      | Мария Астахова Екатеринбург        | 6,31      |
| Метание диска (2кг) | 7 сентября  | Екатерина Масленникова МКЛ Москва                                | 16,38 NR*  | Мария Астахова Екатеринбург       | 15,79     | Валентина Постникова МВО Москва    | 15,33     |
| Метание копья       |             | Мария Астахова Екатеринбург                                      | 23,60      | Светлана Велюжанина Пермь         | 17,60     | Валентина Велюжанина Пермь         | 17,40     |